# M32 (天体)
座標:  00h 42m 41.825s, +40° 51′ 54.61″
M32 (NGC 221) は、アンドロメダ座にある楕円銀河。アンドロメダ銀河 (M31) の伴銀河であり、局所銀河群に属する。

## 概要
地球からの距離は約290万光年で、質量は銀河系の10分の1程度と考えられている。比較的老齢の星からなる楕円銀河だが、M32には球状星団は見つかっていない。また、惑星状星雲が確認されているにもかかわらず、星間ガスやダストに乏しく、星生成が行われている可能性が小さい。これは、M32とM31が過去近づいた時に、外側にあった球状星団やガスがM31に吸い寄せられてしまったからと考えられている。
フィルム感度ISO800、レンズF2.8程度で5分程度のガイドで容易に撮影できる。比較的明るい銀河で、アンドロメダ銀河を写真に収めると構図の中に必ず入ってくる銀河でもある。写真の出来、不出来により、事前知識がないと銀河であることに気付かない人もいる。

## 観測史
1749年10月29日にギヨーム・ル・ジャンティが発見した。ル・ジャンティは「18フィート望遠鏡でM31を観測中、他に径1'ばかりの小宇宙を見つけた」と記している。